# إيف برتراند
إيف برتراند (بالفرنسية: Yves Bertrand)‏ هو ضابط شرطة فرنسي، ولد في 25 يناير 1944 في غراس في فرنسا، وتوفي في 3 يونيو 2013 في باريس في فرنسا.

## وصلات خارجية
- إيف برتراند على موقع IMDb (الإنجليزية)